# Nederlands-Antilliaanse keuken
De Nederlands-Antilliaanse keuken is de kookkunst zoals bedreven in het Caribisch deel van het Koninkrijk der Nederlanden. De keuken is het resultaat van een samengaan van verschillende volkeren met verschillende culturen. Sinds de ontdekking van de Nieuwe Wereld door de Spanjaarden zijn deze eilanden door verschillende handen gegaan en hebben zij vele volken zien komen, gaan en blijven. "Van elk der bezetters of bezitters is iets behouden" (Römer: 1977, 335). Daardoor is de Antilliaanse keuken zeer divers en zijn de gerechten van de Antilliaanse keuken ook op andere Caribische eilanden terug te vinden.

## Twee Antilliaanse keukens
De Nederlandse Antillen vormden van 15 december 1954 tot 10 oktober 2010 een land binnen het Koninkrijk der Nederlanden, bestaande uit zes eilanden in de Caraïbische Zee die tot twee eilandengroepen van de Kleine Antillen behoorden: de Bovenwindse Eilanden en de Benedenwindse Eilanden. De Bovenwindse Eilandengroep bestond uit Sint Maarten, Sint Eustatius en Saba, de Benedenwindse Eilanden uit Aruba, Bonaire en Curaçao.

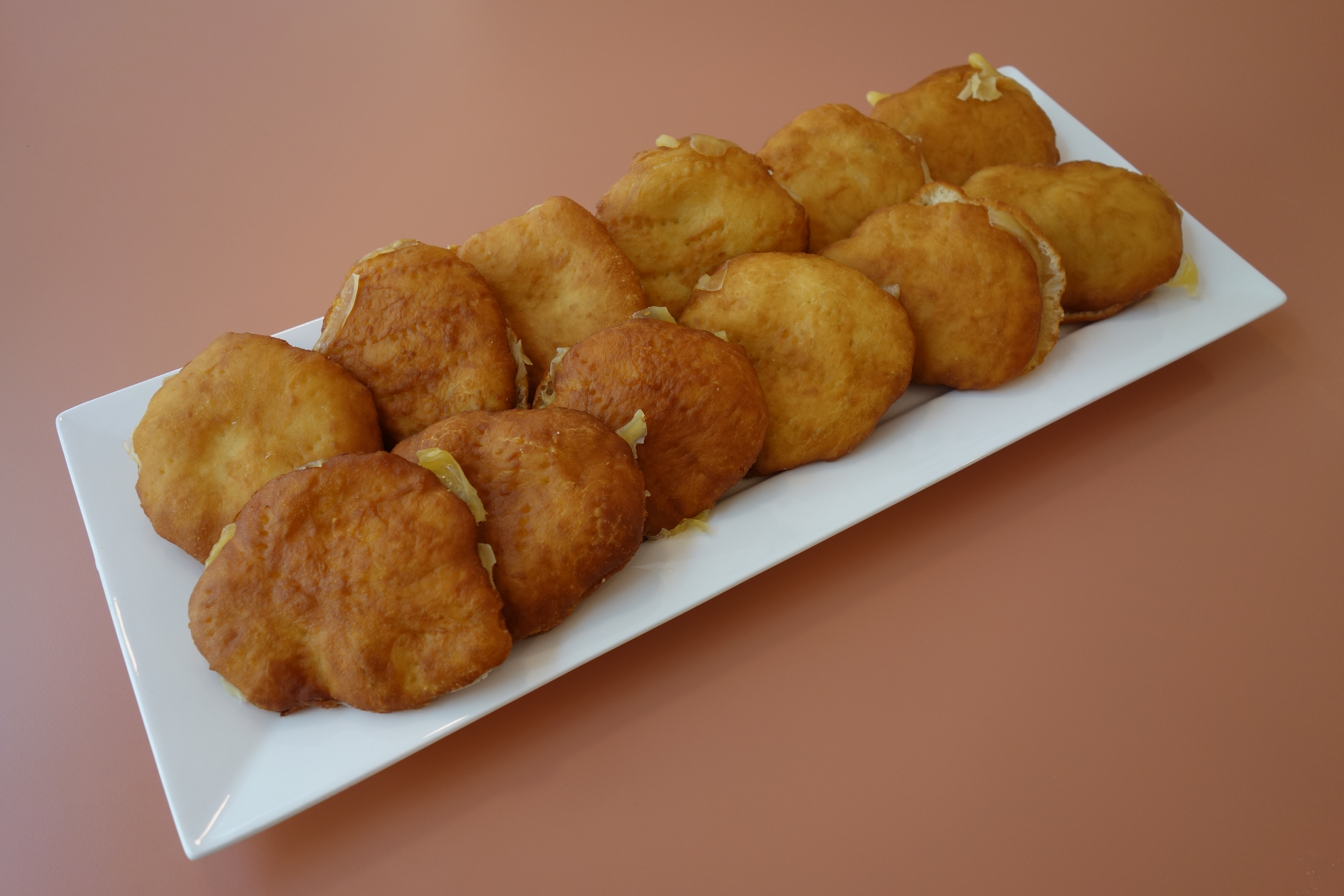
Johnnycake of Johnny Cake

Om geografische en historische redenen bestaat er verschil tussen de boven- en benedenwindse keuken. De bovenwindse eilanden zijn cultureel verwant aan elkaar en hebben dezelfde plantengroei als de Engelse eilanden in hun buurt. Net als op de Engelse eilanden eet men er "rice and peas" met kip, geiten- of varkensvlees en veel zetmeelgewassen als zoete aardappel, broodwortel en broodvrucht. In plaats van brood eet men op de benedenwindse eilanden veelal Johnnycake, een platte, in olie gebakken, ronde pastei gemaakt van bloem, melk en boter. Karakteristieke Bovenwindse dranken zijn mauby of armenbier, een drank gemaakt van boomschors, en spice, een likeur van sap van de guavaberry.
De droge benedenwindse eilanden worden door hun gunstige ligging ten opzichte van Venezuela voorzien van groenten, fruit en dergelijke. Daardoor vertoont deze keuken veel gelijkenissen met de Zuid-Amerikaanse keuken.
Aruba en Bonaire delen de meeste gerechten met Curaçao. De hoofdmaaltijd, door de meesten 's middags gegeten, bestaat veelal uit funchi (soort polenta) of rijst met gestoofd of gebakken vlees. Vaak wordt hierbij gebakken banaan gegeten. Door de aanvoer van verse groenten uit Venezuela wordt tegenwoordig, in tegenstelling tot vroeger, ook meer groente gegeten. Als dessert eet men vruchten- of gelatinepudding. 's Avonds eet men veelal brood. Op zon- en feestdagen eet men soep naast de hoofdmaaltijd. Cake of tèrt (vlaai) wordt vaak voor zondagen gebakken.
Typisch Arubaans is de pan batí (een dikke pannenkoek van sorghummeel, tarwemeel en melk) en chukulati di pinda, chocolademelk van pinda. Op zowel Curaçao als Aruba kent men tevens de sòpitu, een mengelmoes van in kokosmelk gekookte vis, gezouten vlees en andere ingrediënten. Vooral op Bonaire wordt veel geitenvlees gegeten. Karakteristiek voor Bonaire is ook dat op ocho dia, op Goede Vrijdag en negen dagen na iemands overlijden, een traditionele pannenkoek van karnemelk en sorghummeel gegeten wordt.

## Invloeden

### Indianen
De oorspronkelijke bewoners van Curaçao, de Indianen, voorzagen in hun onderhoud door het bedrijven van primitieve landbouw, visvangst en jacht. Maïs vormde het hoofdproduct. Naast maïs verbouwden zij bruine bonen. Omdat bacteriën op wortels van proteïnerijke planten – bonen in dit geval – stikstof verzamelen, resulteerde de bonenteelt tegelijkertijd in de instandhouding van bodemvruchtbaarheid. Naast maïs en bonen verbouwden de Indianen onder andere zoete aardappelen, aardnoten, cacao en cassave. Naast groente en fruit (papaja, avocado, kokosnoot, guave en ananas) en plaatselijke kruiden (piment, basilicum, oregano en anatto of ruku) werden vlees (hoofdzakelijk van kalkoen, eend en leguaan), vis en schelpdieren uit de omringende wateren geconsumeerd (Römer:ibid). Al deze ingrediënten kunnen in de hedendaagse Antilliaanse keuken worden teruggevonden.

### Spanjaarden
De Spanjaarden namen verschillende levensmiddelen met zich mee. Naast het varken brachten zij onder andere de mango, de citroen, olijven en suiker(riet) naar de eilanden.

### Afrikaanse invloeden

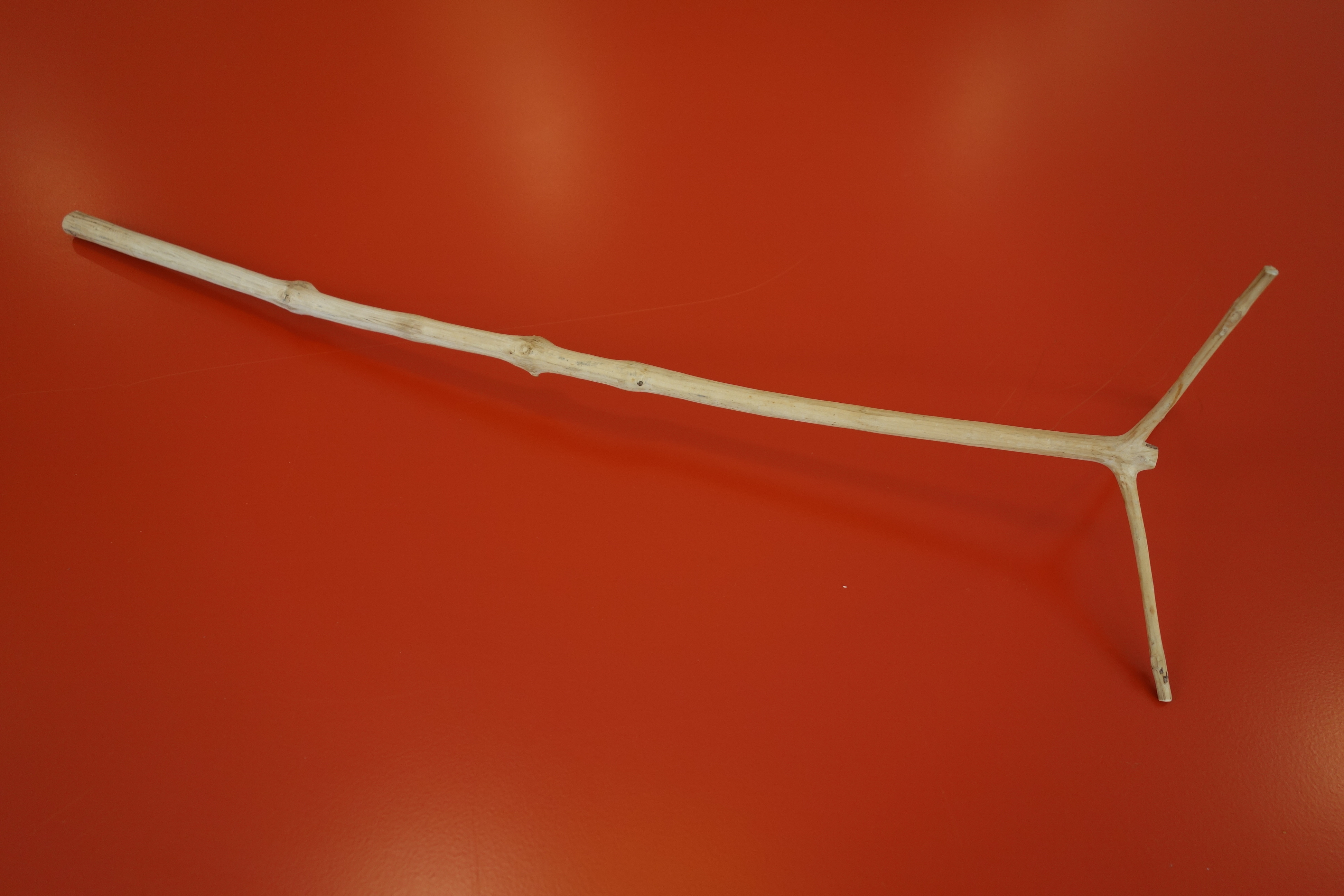
Een lele (roerstok om tamerinde te bereiden), gemaakt van de "palu di lele"

Europese handelaren brachten naast Afrikaanse slaven ook Afrikaanse gewassen met zich mee, de bananenplant, verschillende boonsoorten en okra (guiambo). Bananen worden op tal van manieren gebruikt binnen de Antilliaanse keuken. Ook introduceerde de Afrikanen funchi, een zachte brij gemaakt van sorghummeel. Hoewel de Afrikaanse slaaf voor zijn funchi van de Indianen het maïsmeel overnam, behield het gerecht zijn naam.
Ondanks de overtocht gingen ook kookmethoden en keukengerei niet verloren. Met de introductie van de banaan konden bananenbladeren gebruikt worden om voedsel in te koken. Ook de lélé, een houten roerstok en ijzeren pot, waarin de funchi werd klaargemaakt werd meegenomen.
De slavernij maakte dat de mensen die in de slavernij zaten aten wat de meesters voor hen overlieten. Om economische redenen hoorden vlees en verse vis daar niet bij. Gedroogde vis was echter goedkoop en bedierf niet. Om die reden vormde dit de grootste bron van proteïne voor de  slaven. De vis werd gegeten met funchi, broodwortel, yams en zoete aardappelen.

### Nederlanders
Nadat de Nederlanders de eilanden in het begin van de zeventiende eeuw hadden veroverd introduceerden zij er onder meer kaas, spek en erwten. Met de vestiging van de olieraffinaderij, in de eerste helft van de 20ste eeuw, droegen Hollandse arbeiders wederom bij aan de smeltkroes. Broodbeleg als kaas werd geïntroduceerd, het maaltijdenpatroon veranderde en het eten van aardappelen en blikgroenten werd gewoner.

### Sefardische Joden
Sefardische Joden vestigden zich op de eilanden omdat zij, ten tijde van de Inquisitie, in Brazilië vervolgd werden. De komst van Spaanse en Portugese Joden heeft er, volgens Römer, aan bijgedragen dat “de Curaçaose keuken werd verrijkt met het neusje van de fijnere Spaans/Portugese keukenzalm en een eigen karakter kreeg, dat fijner en geraffineerder is dan die van de rest van de Caribische eilanden en die van het Zuid-Amerikaanse vasteland” (ibid:337). De joden introduceerden het combineren van zoet en zure ingrediënten in één gerecht, bijvoorbeeld kappertjes, gedroogde pruimen en rozijnen.

### Aziaten
Na de afschaffing van de slavernij werden met aangevoerde Aziatische contractarbeiders – Javanen en Hindoestanen – bladgroenten, zoals spinazie en warmoes, toegevoegd aan de Caribische keuken. Met de komst van de Chinese olievloot, in de eerste helft van de twintigste eeuw, openden zij die aan de Curaçaose wal bleven eigen restaurants.

### De Tweede Wereldoorlog
Indonesiërs gestationeerd tijdens de Tweede Wereldoorlog lieten bij hun vertrek gerechten als nasi en bami goreng en saté achter. Deze gerechten creoliseerden echter naargelang de tijd verstreek.

## Kookvoorbereidingen

### Tijd
'De stobá (stoofgerecht) is nogal bewerkelijk en het eten moet tijd krijgen om gaar te sudderen en te rijpen. Daarom wordt al vroeg in de morgen, soms dagen van tevoren aan het middagmaal begonnen. De smaak van deze gerechten zal namelijk toenemen als zij de kans krijgen om na het koken goed af te koelen. Kort voor het opdienen worden zij weer opgewarmd. Het gebruik van moderne middelen zoals gasfornuis en snelkookpan, heeft de kooktijd van de gerechten, die vroeger uren duurde, tegenwoordig aanzienlijk bekort.' (Ibid:342)

### Methoden en gereedschappen

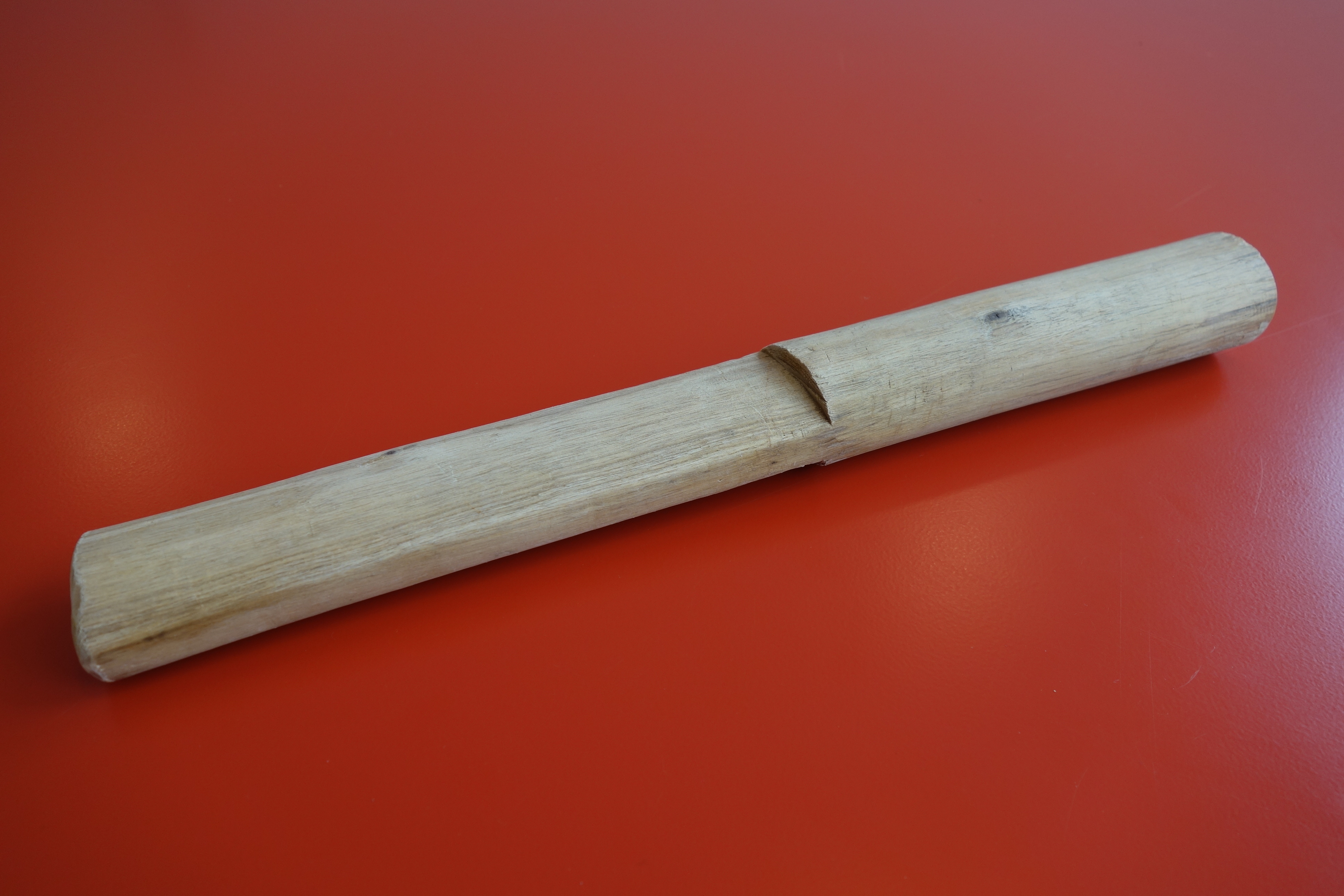
Een pal'i fúnchi

'Op Curaçao en de andere Antilliaanse eilanden worden veel gebakken gerechten gegeten en bij het bakken worden vetten, bakolie, boter en margarine vaak kwistig gebruikt. De gereedschappen die de moderne Curaçaose (Antilliaanse) huisvrouw tot haar beschikking heeft zijn, naast diegene die in elke moderne huishouding te vinden zijn, nog de cazuela, (de comal van de Indiaan), waarop zij pannenkoeken bakt, de lélé, een driepuntige roerstok en de pal'i funchi, een stok waarmee de funchi bij het koken geroerd wordt.' (ibid:342) De tati (een houten voorwerp) wordt gebruikt om de Cadushi cactus mee te vermalen. De tati is gemaakt van hout van de Wayacá-boom.

## Verwerking in literatuur
In romans als Suikerriet Rosy (1983) van Diana Lebacs, De Ontspoorde Benjamin (1999) van Henry Toré en Enkele Reis Curaçao (2004) van H. Harinck, worden de karakteristieke gerechten en dranken van deze eilanden uitgebreid beschreven.
Ook wordt naar etenswaren verwezen in troetelnamen en kinderliederen zoals "Maria ta den kushina" en "Alberto di Shon Rico Tutuchi", en spreekwoorden als Sòpi purá ta sali salu (lett.: Snel gekookte soep wordt te zout, vergelijk: Haastige spoed is zelden goed), Giambo bieu a bolbe na wea (lett.: Oude jambosoep is naar de pot teruggekeerd, betekenis: De geschiedenis herhaalt zich) en Tur kos a para na aros i koko (lett. Alle dingen zijn geëindigd in rijst met kokosnoot, betekenis: Alles is op niets uitgelopen).